# Southern African Large Telescope

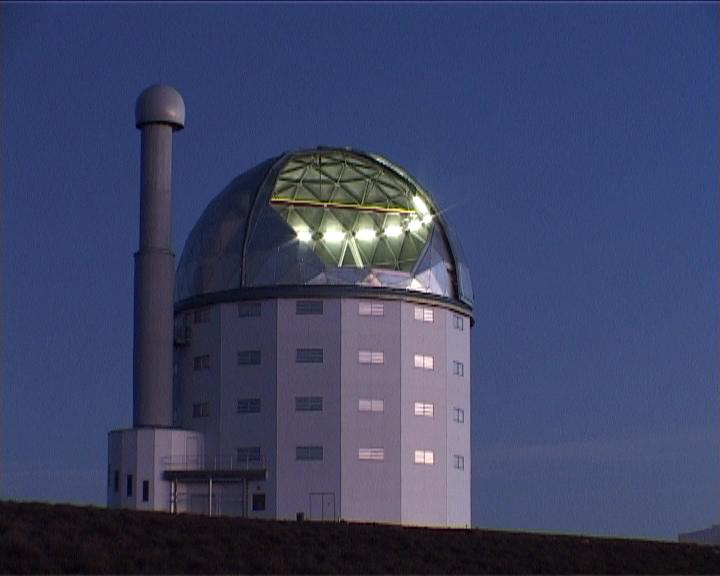
A Southern African Large Telescope épülete

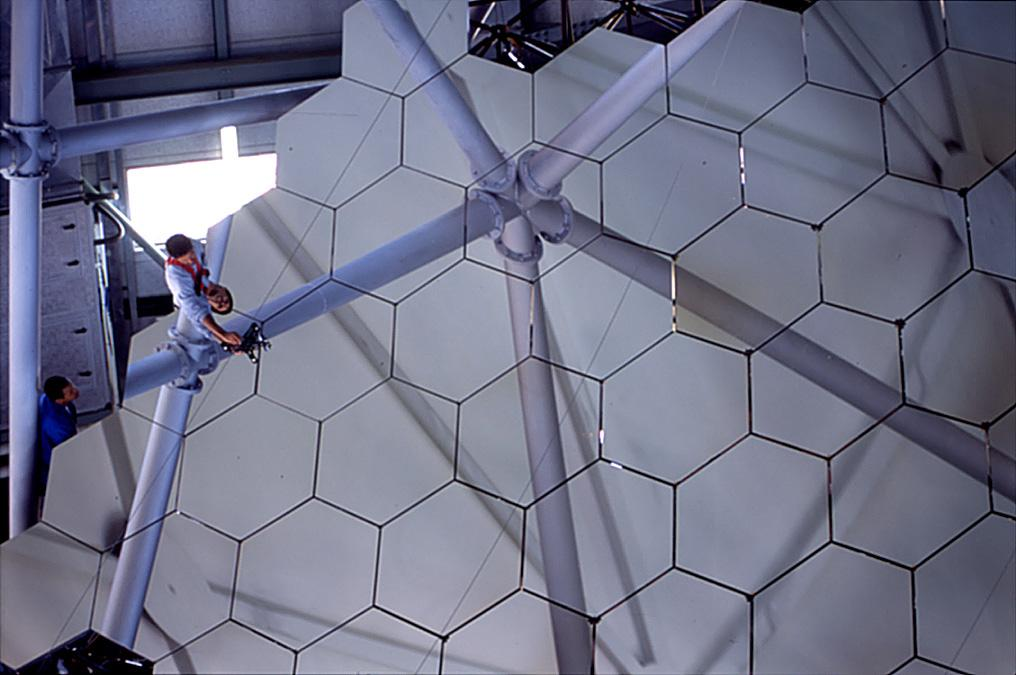
A SALT hatszögletű szegmensekből álló főtükre.

A Southern African Large Telescope (rövidítve SALT magyarul Dél-afrikai Nagy Távcső) Dél-Afrika Karoo régiójában felépített csillagvizsgáló, melyet Dél-Afrikán kívül az Egyesült Államok, az Egyesült Királyság, Új-Zéland, Németország és Lengyelország támogatásával építettek, mintegy 36 millió amerikai dollár költséggel. A csillagvizsgálót 2005. november 10-én nyitották meg. A 91 szegmensből álló, 9,80×11,10 méteres főtükör fénygyűjtő képessége egy 10 méter körüli átmérőjű távcsőének felel meg, jelenleg ez a déli félgömb legnagyobb távcsöve.